# The Blacklist
The Blacklist ist eine US-amerikanische Fernsehserie, die am 23. September 2013 auf NBC Premiere feierte. Die Hauptrolle des Protagonisten, eines Schwerverbrechers, der mit dem FBI kooperiert, wird von James Spader verkörpert.
Die Serie umfasst zehn Staffeln mit 218 Episoden.
Die siebte Staffel besteht nicht, wie alle anderen Staffeln aus 22 Episoden, sondern wurde auf 19 gekürzt. Grund dafür war die COVID-19-Pandemie, die zum Abbruch der Dreharbeiten führte. Das zu diesem Zeitpunkt nur teilweise fertiggestellte Staffelfinale mit dem Titel The Kazanjian Brothers wurde zudem per Computeranimation vervollständigt, da Dreharbeiten nicht mehr möglich waren. Neben Staffel 7 bildet auch Staffel 3 eine Ausnahme, da sie statt der üblichen 22 Episoden 23 Folgen umfasst.
Ende Februar 2022 wurde die Serie um eine zehnte Staffel verlängert, die vom 26. Februar 2023 bis zum 13. Juli 2023 ausgestrahlt wurde; deren Staffelfinale beendete gleichzeitig die Serie.

## Handlung
Die Haupthandlung jeder Episode befasst sich mit der Ergreifung Krimineller, die sich auf Raymond „Red“ Reddingtons „Blacklist“ (engl. Schwarze Liste) befinden. Reddington ist ein ehemaliger Regierungsagent und mittlerweile auf Platz vier der meistgesuchten Schwerverbrecher des FBI. Als Gegenleistung für die Information über die Kriminellen verlangt Reddington die Zusammenarbeit mit der FBI-Agentin Elizabeth „Liz“ Keen. Gleichzeitig wird in Nebenhandlungen die Vergangenheit von Reddington und Liz beleuchtet und inwiefern ihre Schicksale miteinander verknüpft sind.

### Staffel 1
Raymond „Red“ Reddington, einst Offizier des Office of Naval Intelligence, ist einer der meistgesuchten Verbrecher der USA. Zu Beginn der Serie stellt er sich in Washington, D. C. dem FBI. Allerdings will er nur mit der FBI-Agentin Elizabeth „Liz“ Keen sprechen und bietet dafür an, bei der Suche nach Verbrechern und Terroristen zu helfen. Liz wird so Teil einer geheimen FBI-Task-Force unter der Leitung von Assistant Director for Counterterrorism Harold Cooper. Zusammen bearbeiten sie Reddingtons Fälle mithilfe von FBI-Special Agent Donald Ressler, der hinzugezogenen CIA-Agentin Meera Malik sowie dem IT-Fachmann Aram Mojtabai. Reddington wiederum fordert zum persönlichen Schutz seine Bodyguards Dembe Zuma und Luli Zeng.
Im Laufe ihres ersten gemeinsamen Falls wird Liz’ Ehemann Tom Keen in ihrem Wohnzimmer schwer verwundet. Während jene anschließend den Teppich reinigt, findet sie eine im Boden versteckte Box, in der sich eine Pistole, Geld und mehrere gefälschte Ausweise ihres Mannes befinden; die Pistole war Tatwaffe bei einem Mord in einem Bostoner Hotel. Eine Akte zeigt Tom am Tag des Mordes vor dem Eingang des Hotels; bevor er jedoch von ihr konfrontiert werden kann, kann er die Box wieder an sich nehmen. Er gibt sich schockiert und rechtfertigt seine Anwesenheit in Boston mit einem Vorstellungsgespräch, das er dort geführt habe; auch die Wirtschaftsterroristin Gina Zanetakos entlastet Tom.
Als es Hinweise auf einen Anschlag auf Red gibt, wird dieser von Ressler in Schutzhaft genommen. Kurz darauf wird die Einrichtung von Reds früherem Weggefährten Anslo Garrick gestürmt und Reddington von ihm entführt. Nach dem Angriff ist sich das Team sicher, dass sie einen Maulwurf in den eigenen Reihen haben. Diane Fowler erklärt daraufhin die Task-Force für aufgelöst. In der Zwischenzeit erfährt man, dass der Angriff von Alan Fitch, dem Assistant Director of National Intelligence, angeordnet wurde. Reddington gelingt derweil die Flucht, und er weist Liz an, einen Kontaktmann von ihm namens „Mr. Kaplan“ anzurufen; dieser stellt sich zu Liz' Überraschung als ältere Dame heraus, die als Cleaner für ihn arbeitet.
Fowler beruft die Taskforce wieder ein, doch Reddington weigert sich zurückzukehren, solange der Maulwurf nicht gefunden wurde, und führt parallel dazu eigene Untersuchungen durch. In der Ehe von Liz und Tom kriselt es immer mehr, weil Liz nicht mehr wie geplant ein Kind adoptieren will und Tom sich mit einer anderen Frau namens Jolene trifft. Durch Malik findet Reddington heraus, dass Fowler Garrick unterstützt hatte; anschließend stattet er ihr abends einen Besuch ab und erschießt sie, als sie behauptet, die Wahrheit zu kennen. Die Leiche wird danach von Mr. Kaplan beseitigt. Jolene und Tom treffen sich in einem verlassenen Industriegebiet, doch sowohl sie als auch ein von Reddington geschickter Späher werden von Tom getötet.
Unterdessen beauftragt Liz Aram, Jolenes letzten Anruf zurückzuverfolgen, der aus Toms Versteck kam; sie fährt dorthin, doch Tom kann Beweise vernichten, fliehen und informiert seine Auftraggeber, dass er aufgeflogen sei. Später wird er von den Gebrüdern Pavlovich gefangen genommen, entkommt jedoch erneut. Reddington verfolgt derweil weiter sein Ziel: seinen Gegenspieler „Berlin“ zu finden, der in Washington ein Flugzeug abstürzen lässt. Als Red es gelingt, Berlin alias Milos Kinsky zu finden und zu erschießen, nimmt Tom Liz als Geisel, doch diese verwundet ihn mehrfach. Tom entschuldigt sich bei ihr und flüstert ihr etwas ins Ohr, bevor er das Bewusstsein verliert. Der von Red erschossene Milos Kinsky entpuppt sich schließlich nur als Mittelmann für den echten Berlin, welcher sich seine Hand abgetrennt und als Wachmann ausgegeben hatte; nun bereitet dieser seine nächsten Schritte vor.

### Staffel 2
In der zweiten Staffel wird näher auf Reds Privatleben, seine Familie und sein Vorleben eingegangen. Liz muss sich nach ihrer gescheiterten Ehe neu orientieren. Zunächst ist Red auf der Suche nach den Personen, die von Berlin beauftragt wurden, ihn zu töten. Er stößt auf den Namen „Lord Baltimore“, der nun als Nächstes auf seiner Blacklist steht; dem FBI gelingt es nach kurzer Zeit, diesen alias Nora Mills festzunehmen. Zwischenzeitlich entführt Berlin Naomi Hyland alias Carla Reddington, Reds Exfrau, und schickt Red ein Päckchen mit einem Handy und einem abgetrennten Finger. Dieser wählt eine Nummer, woraufhin Berlin antwortet: „Ich werde deiner Frau das gleiche antun, was du meiner Tochter angetan hast. Ich werde sie zurückschicken, Stück für Stück.“
Nachdem Hyland durch einen Austausch gerettet werden kann, taucht Berlin kurzzeitig ab und Mossad-Agentin Samar Navabi nimmt den Platz der ermordeten Malik ein. Tom ist derweil noch am Leben und wird von Liz in einem Schiffsrumpf festgehalten und gewinnt mit seiner Hilfe Informationen, um Berlin zu schaden. Im Gegenzug tötet Tom den Hafenmeister, der auf das Versteck des Gefangenen aufmerksam geworden ist, um Liz zu schützen.
Berlin, der sich nun als Milos Kirchhoff vorstellt, überredet Red, ihm bei der Suche nach dem „Dekabristen“ zu unterstützen, welcher einen Anschlag auf das damalige Sowjetbüro befehligte und ihm Beweise vorführen ließ, wonach Red für den Tod seiner Tochter verantwortlich sei. In Wahrheit ist diese noch am Leben und sollte so vor ihrem Vater geschützt werden. Dabei stoßen Red und Kirchhoff auf einen mächtigen russischen Minister; nachdem die beiden diesen gemeinsam töten, führt die Fährte weiter zu dem US-Senator Alan Fitch. Da er mit diesem eine gemeinsame Vergangenheit verbindet, ermahnt Red Kirchhoff, dass Fitch für ihn tabu sei. Kirchhoff ignoriert jedoch Reds Mahnung und entführt Fitch, ehe er ihm eine Bombenkonstruktion anlegt. Obwohl das FBI alle Versuche unternimmt, den Senator zu retten, explodiert Fitch vor Reds Augen in der Glaskiste, teilt ihm dennoch vorher einen Code für einen Safe in St. Petersburg mit. Anschließend nimmt Red an Kirchhoff Rache, indem er ihn nach einer gemeinsam geleerten Flasche Wodka erschießt.
Allerdings gelingt dem Schwerverbrecher Luther T. Braxton kurze Zeit später die Flucht und nimmt Liz als Geisel, da er bei ihr Informationen zur „Fulcrum“ vermutet, einer Akte über illegale Operationen des Geheimdienstapparates. Um an die Informationen zu kommen, lässt er Liz per Hypnose in die Vergangenheit zurückversetzen, wodurch sich weitere Erinnerungen an die Nacht des Feuers eröffnen. Liz kann jedoch gerettet werden, während Braxton erschossen wird. Derweil sucht Red nach Tom, damit Liz im Prozess des Hafenmeistermordes entlastet werden kann; zu ihrer Überraschung wird die Anklage auf Anweisung von Tom Connolly, inzwischen Generalbundesanwalt, fallen gelassen.
Red wird einige Zeit danach von einem Scharfschützen angeschossen, welcher von Connolly beauftragt wurde, da dieser ebenfalls dem Cabal angehört. Anschließend wird er in ein Lagerhaus gebracht, das in einen OP umfunktioniert wird, wobei das FBI zum Schutz von Red anrückt, diese jedoch von Kaplan als Maulwürfe enttarnt und ausgeschaltet werden. „Karakurt“ ist in den USA und plant für die Organisation Cabal Anschläge. Liz wird dabei als Trägerin eines Supervirus zur unfreiwilligen Täterin. Sie wird wegen des tödlichen Anschlags an dem Senator verhaftet. Cooper verbündet sich mit Red und schafft es so, Liz aus dem Gefängnis zu holen. Conolly gesteht, dass er die gesamte Task Force zerschlagen und Red auf den elektrischen Stuhl bringen wollte. Daraufhin erschießt Liz Connolly. Dies weckt vergessene Erinnerungen: Liz sieht sich darin als kleines Mädchen, die in der Nacht des Brandes ihren Vater erschießt. Cooper wird verdächtigt am Mord von Connolly beteiligt zu sein und Donald wird neuer Leiter der Task Force. Zudem wird Liz' Geburtsname enthüllt: Masha Rostova.

### Staffel 3
Die dritte Staffel startet damit, dass Liz und Red den sogenannten „Troll Farmer“ aufsuchen, um sich von ihm Hilfe zu holen. Zeitgleich wird Cooper von Donald verhört, Dembe verfolgt nach der Entführung seiner Enkelin den ehemaligen CIA-Agenten Mathias Solomon und Red befreit durch eine fingierte Geiselnahme seinen Anwalt und guten Freund Marvin Gerard. Zudem soll Donald nun mit der CIA kooperieren, deren Mittelsmann, Director Peter Kotsiopulos insgeheim dem Cabal vorsteht. Nun stoßen Liz und Red auf einen zurückgezogenen Milliardär, welcher die schlausten Menschen der Welt entführen will, um die Menschheit vor dem Aussterben zu bewahren.
Nach weiteren Fällen wird Red von Wegelagerern namens „Die Könige der Straße“ entführt und als Geisel genommen. Gleichzeitig versuchen Cooper und Tom Beweise zu sammeln, um Liz zu entlasten. Bei der Übergabe von Red an Liz werden sie vom FBI überrascht und zweitere in Gewahrsam genommen, um dem Haftrichter vorgeführt zu werden. Allerdings erschießt die nationale Sicherheitsberaterin des Weißen Hauses Laurel Hitchin die bisherige Leiterin der Ermittlungen, um zu verhindern, dass sie als Cabal-Mitglied entlarvt wird.
Der Cabal versucht zu verhindern, dass Liz das Gerichtsgebäude erreicht. Red trifft sich heimlich mit der Taskforce, um den Cabal zu überlisten und Liz zu retten, dabei erhalten sie Hilfe von Cynthia Panabaker, die beauftragt wurde, für Liz' Sicherheit zu garantieren. Infolgedessen erklärt er, dass die vorangegangenen Fälle alle der Schwächung des Cabals und der Isolierung ihres Anführers dienten, der zunehmend in Schwierigkeit gerät. Dabei arrangiert sich Red mit Hitchin, sodass beide Seiten profitieren und bringt im Gegenzug Director Kotsiopulos um, indem er ihn von seinem Jet aus über einem niederländischen Wohnhaus abwirft. Plötzlich taucht ein Mann auf, der behauptet, Reddington zu sein, wodurch die Taskforce kurzzeitig an dessen Identität zweifelt. Bei einem Treffen der größten Verbrecher der Welt soll Red als Informant entblößt werden, doch jener dreht den Spieß um und erschießt ihn.
Während Liz und Tom sich auf ihre Hochzeit vorbereiten, entkommt Solomon den US Marshals und beschießt während der Zeremonie die Kapelle, was die Hochzeitsgesellschaft zur Flucht zwingt. Obwohl Kaplan ihnen hilft, zu entkommen, gerät Liz nach einem Autounfall in Lebensgefahr und stirbt an Komplikationen nach der Geburt ihres Kindes, was sowohl Red und Dembe als auch die Taskforce in tiefe Trauer stürzt.
Red verreist, um sich von der Trauer zu erholen. Dabei halluziniert er, dass er eine schöne Frau vor Verfolgern retten muss. Die Taskforce entdeckt ein Netzwerk, welches ein Satellitennetz zur Spionage kontrolliert.
Red findet die Frau namens „Susan“, welche die Mörder von Liz angestellt hat. Red und die Taskforce erkennen, dass sie Alexander Kirk, den Verantwortlichen jüngster Ereignisse, nur auf kriminellen Wegen schnappen können. Sie verbünden sich mit Susan Hargrave, die sich als Toms Mutter herausstellt, und Solomon, welcher nach kurzer Zeit entkommt, nachdem er von Tom angeschossen wird.
Alexander Kirk, ein russischer Oligarch, denkt, dass er der Vater von Liz ist. Diese ist noch am Leben und wurde durch Kaplan auf eine Insel gebracht. Auch Tom begibt sich nun mit deren Tochter zu der Insel. Was beide nicht ahnen, ist, dass Kirk Liz und ihre Tochter Agnes schon gefunden hat. Nachdem Red mit der Taskforce Kirks Finanzen einschränkt und ihn somit teilweise handlungsunfähig macht, will er Liz und Agnes retten.

### Staffel 4
Liz, Tom und Agnes werden von Alexander Kirk getrennt gefangen gehalten. Dieser war der Ehemann von Katarina Rostova, Liz’ Mutter, und nimmt daher an, Liz’ Vater zu sein. Er leidet an einer Erbkrankheit, an welcher er in absehbarer Zeit sterben wird, und nur eine Spende eines kompatiblen Verwandten könnte ihn noch retten, weswegen er alle Hoffnungen in Liz setzt. Liz wird weiter mit ihrer Vergangenheit konfrontiert und möchte ihrem Vater schließlich helfen.
Schließlich stellt sich aber heraus, dass Kirk nicht ihr leiblicher Vater ist, was ihn zunehmend in den Wahnsinn stürzt. Red rettet schließlich Liz und gesteht Kirk gegenüber, dass Liz seine Tochter ist; als dieser kurz davor ist, Red zu töten, flüstert dieser ihm unbekannte Worte ins Ohr, woraufhin Kirk verwirrt verschwindet.
Red kann Kaplan ihren Verrat an ihm nicht verzeihen und er erschießt sie schließlich als Strafe dafür, Liz’ Tod vorgetäuscht zu haben. Da Kaplan aber in der Vergangenheit schon einmal einen Kopfschuss mit viel Glück überlebt hatte, wurde ihr eine Metallverstärkung in den Schädel eingesetzt, die ihr nun das Leben rettet.
In ihrer Wut auf Red unternimmt sie Bestrebungen, sein kriminelles Netzwerk vollkommen zu zerstören. Da sie eine seiner engsten Vertrauten war und Red sie für tot hält, ist sie dabei zunehmend erfolgreicher.
In Rückblicken erfährt man, dass Kaplan einst Kathryn Nemec hieß und das Kindermädchen von Liz war und auch eine sehr enge Beziehung zu Katarina hatte. Nach dem Brand war sie es, die Liz aufnahm und später an ihren Adoptivvater Sam Milhoan übergab. Zudem war sie gemeinsam mit Dembe vor der Zentrale anwesend, als Red sich stellte. Sie schloss sich seinem kriminellen Netzwerk nur an, um Liz zu schützen, obwohl sie Red zunächst sehr verabscheute und ihm die Schuld für die verfahrene Situation gab.
Schließlich kommt es zur Konfrontation zwischen Red und Kaplan. Red bietet ihr an, ihr Leben zu verschonen, wenn sie sich zurückzieht, doch sie lehnt ab, fest entschlossen, Red und Liz zu entzweien. Sie versteckt einen Koffer, der im Falle ihres Todes an eine bis dato unbekannte Person ausgehändigt werden soll und in dem ein Geheimnis ruhen soll, das Liz und Red endgültig entzweien werde. Nachdem ein Deal vor Gericht durch das Eingreifen von Hitchin scheitert und Kaplan in die Enge getrieben wird, bittet sie Red darum, sie schließlich zu töten, um die Kofferübergabe auszulösen, suizidiert dann aber, als dieser ablehnt.
Liz erfährt schließlich durch einen von Cooper veranlassten Vaterschaftstest, dass Red ihr Vater ist und Ressler tötet im Affekt Hitchin, woraufhin er einen zwielichtigen Cleaner darum bittet, sie verschwinden zu lassen.

### Staffel 5
Raymond „Red“ Reddington ist pleite, sein Ruf ist beschädigt. Er beginnt, sein Imperium wieder aufzubauen. Mit Heddie Hawkins und Chuck erhält er dabei neue treue Verbündete.
Kaplan hat dafür gesorgt, dass ein Koffer mit Knochenresten an Liz überbracht wird.
Tom nimmt den Koffer an sich. Er versucht herauszufinden, um wessen Überbleibsel es sich handelt. Ein DNA-Test ergibt Aufschluss. Allerdings ruft dies Menschen auf den Plan, die ebenfalls in den Besitz des Koffers kommen wollen. Red schreitet ein, rettet Tom und nimmt den Koffer an sich. Er will unbedingt verhindern, dass Liz über dessen Inhalt informiert wird.
Tom überlistet Red und flieht mit dem Koffer zu Liz, wobei sie vom mysteriösen Ian Garvey überfallen und schwer verletzt werden; obwohl Red in letzter Sekunde eintrifft und Schlimmeres verhindert, erliegt Tom seinen Verletzungen und Liz fällt ins Koma. Nach ihrem Erwachen zehn Monate später zieht sie sich nach Alaska zurück und gibt Agnes an Susan Hargrave, ehe Red schließlich ihre Entscheidung respektiert. Nach einem Zwischenfall geht Liz zurück nach Washington, D.C. und will den Mord an Tom rächen.
Liz wird von Red informiert, dass die Leute, die Tom umgebracht haben, dem Nash-Syndikat angehören. Sie verfolgt ihre eigenen Spuren. Dabei sucht sie Ian Garveys rechte Hand Bobby Navarro auf, woraufhin es zum Kampf kommt, er dabei stirbt und Liz flüchten kann. Der ermittelnde Polizist Norman Singleton ist derselbe wie in Toms Fall, der in die Arbeit der Taskforce eingewiesen wird, jedoch von Garvey aufgrund möglichen Verrats ermordet wird. Obwohl Liz jenen, der sich als US-Marshal herausstellt, am Tatort wiedererkennt, bleiben der Taskforce ohne Beweise die Hände gebunden.
Mit der Taskforce und der Hilfe des Blacklisters Raleigh Sinclair III. gelingt es Red, Garvey zu überlisten. Dieser flüchtet jedoch und wird nach einer kurzen Unterredung mit Liz von dieser erschossen.
Zwischenzeitlich lernt Liz die junge Frau Lillian Roth – die Ziehtochter von Garvey – kennen, die sich schließlich als Jennifer Reddington entpuppt – die Tochter von Red und Naomi Hyland. In einem Gespräch mit Red enthüllt Jennifer, dass Naomi erschossen wurde und führt ihn zu deren Grabstein.
Im Staffelfinale wird Liz vom Blacklister Sutton Ross entführt, der von Red die Wahrheit über den Koffer hören will und deswegen Liz foltert. Red kann jedoch mit Coopers Hilfe einschreiten, Liz retten, den Koffer an sich nehmen und erschießt – zu Donalds Ärger – Ross, damit dieser Reds Geheimnis nicht verrät. Allerdings hatte Liz mit Jennifer ihre Entführung durch Ross inszeniert, wodurch dieser ihr verrät, wer Red ist.
Red weiß nicht, dass Liz weiß, dass er nicht Reddington ist. Zwischenzeitlich nimmt Samar Arams Verlobungsantrag an, nachdem diese aus dem Koma erwacht ist, welches ein getöteter Blacklister verschuldete.
Am Ende der Folge begibt sich Red mit Dembe zu Dom – der zwischenzeitlich Liz begegnete, aber verschwiegen hat, dass er ihr Großvater ist – und verbrennt die Knochen des echten Reddington.

### Staffel 6
Während die Taskforce wieder Aufträge von Red erhält, begeben sich Liz und Jennifer auf die Suche nach Antworten, die Klarheit über den falschen Reddington verschaffen soll. Nachdem Jennifer durch den Blacklister Marko Jankowics entführt wurde, aber wieder befreit werden kann, beschließt sie abzutauchen.
Red wird derweil aufgrund eines anonymen Anrufers in Haft genommen und muss sich vor einem Tribunal verantworten, später wird er zum Tode verurteilt. Cooper gelingt es jedoch, Reds Hinrichtung aufzuschieben und bringt ihn schließlich aus der Schusslinie.
Reds vereitelte Hinrichtung sorgt bei der Präsidentenberaterin Anna McMahon für Unmut, die insgeheim mit dem Präsidenten eine Verschwörung ausheckt, aber dafür Cooper und der Taskforce mehrfach Steine in den Weg legt. Ein Anlaufpunkt ist dabei der französische Nationalist Bastien Moreau, welcher nach einem missglückten Attentat auf das UNO-Gebäude den MI6-Agenten Christopher Miles ausfindig macht; jener hat ein umfangreiches Dossier zur Verschwörung angelegt, wird jedoch von Moreau tödlich verwundet und stirbt in Navabis Armen. Allerdings wird auch Moreau von McMahons Handlanger Sandquist per Kopfschuss getötet.
Die Osterman Umbrella Company jagt Agenten aus verschiedenen Geheimdiensten, die scheinbar abtrünnig wurden. Auch Navabi gerät ins Fadenkreuz, ihr Freund vom Mossad, Levi Shur, verrät sie, worauf er von Red getötet wird. Da die Company jedoch nicht locker lässt, und Mojtabai in Gefahr gerät, taucht Navabi schweren Herzens ab und verschwindet von der Bildfläche.
Nachdem Red wieder seine freie Zeit genießt, gibt Liz zu, dass sie ihn ins Gefängnis bringen ließ, damit er ihren Nachforschungen nicht im Wege steht; außer sich über Liz Beichte, fordert Red sie auf zu verschwinden und verstößt sogar Dembe, der über den Plan von Liz im Bilde war, aber geschwiegen hatte.
Liz trifft Dom wieder, der ihr erzählt, dass Liz' Mutter Katarina Rostova wegen Verrat gesucht wurde und fliehen musste. Dazu brachte sie Masha zu Kaplan, die sie zu Sam brachte und beging vermeintlich Suizid. Nachdem sie mit einem russischen Agenten namens Ilya Koslov ihren Vater rettete und diesen dazu bewegen wollte, zu fliehen, zog sie sich mit Koslov nach Sankt Petersburg zurück. Dort schlug dieser vor, den toten Reddington „wiederzubeleben“, indem er selbst zu Reddington wird. Der Plan gelingt und Koslov nimmt die Identität von Reddington an.
Sich bewusst, dass sie es nun weiß, geht sie zu Red und berichtet ihm davon; nachdem Liz geht, stellt ein verärgerter Red Dom zu Rede, und fragt ihn, was er sich dabei gedacht habe.
Im Staffelfinale gelingt es der Taskforce mit Aufzeichnungen von Miles, die Verschwörung der Präsidentenberaterin aufzudecken; der Präsident tritt zurück, McMahon, die droht, Red zu töten, wird vom zurückgekehrten Dembe ausgeschaltet und Liz holt Agnes nach Hause.
Red wiederum trifft sich mit einem Fremden, welcher ihm berichtet, dass er „sie“ gefunden habe und vermittelt Red eine Adresse in Paris. Ohne Dembe zu informieren, reist Red nach Paris zur besagten Adresse und stellt eine ominöse alte Frau zur Rede.
Diese entpuppt sich als Katarina Rostova und sticht Red nach einem Kuss mit einer Betäubungsspritze ab.
Während Red in einen Lkw gepackt wird, spaziert Rostova mit seinem Hut davon; dies bildet den Cliffhanger zur siebten Staffel.

### Staffel 7
Red kommt in Gefangenschaft wieder zu sich und wird von Rostova befragt, während die Task Force sich auf die Suche nach ihm macht.
Allerdings gelingt Red mithilfe der Krankenpflegerin Francesca „Frankie“ Campbell die Flucht, bemerkt aber zu spät, dass Rostova ihm auf den Fersen ist. Mit Dembe, welcher später dazustößt, suchen Red und Campbell Dom auf, der der Nächste auf Rostovas Abschussliste ist.
Im darauffolgenden Feuergefecht mit Rostovas Männern bei Doms Haus wird dieser schwer verwundet und fällt später ins Koma; als die Taskforce eintrifft, muss Rostova unverrichteter Dinge abziehen.
Nach Navabis Verschwinden erhält die Taskforce im Verlauf der Staffel ein neues Teammitglied in Form von Alina Park, von der Mojtabai zunächst glaubt, dass sie sein Ersatz sei, weil sie sich bei ihrem ersten Fall ebenfalls durch geschickte Daten-Recherche hervor tut. Auch Park macht mit Reddington Bekanntschaft und lehnt zuerst ab, für ihn zu arbeiten. Stattdessen kommt es zu eiem blutigen Faustkampf mit Campbell. Diese hätte wenig später bei einer vorgetäuschten Gelegenheit Red an Rostova verraten, wofür sie von Red getötet wird.
Rostova macht inzwischen mit Liz Bekanntschaft, stellt sich aber zunächst als Nachbarin Maddy Tolliver vor. Im Verlauf erfährt Liz dann, dass ihre Nachbarin ihre Mutter ist, muss aber feststellen, dass Dom teilweise gelogen hat. Denn nicht Red, sondern dessen fremder Freund entpuppt sich als Ilya Koslov, welcher prompt von Rostova entführt und gefoltert wird.
Liz erfährt, dass ihre Mutter aufgrund der Townsend-Direktive gejagt wird. Nachdem es Red aber gelingt, Koslov zu befreien und ihn in Sicherheit bringt, beobachtet er, wie Rostova von den Kazanjian-Brüdern, zwei Söldnern, die auf sie angesetzt wurden, auf offener Straße erschossen wird. Allerdings war dieser Tod nur inszeniert, was Red jedoch nicht weiß.
Zwischenzeitlich hat Red Probleme mit Glen Carter, die dieser aber mit seiner humorvollen Art und Weise wieder aus der Welt schafft. Unterdessen hat Koslov weiterhin mit den Folgen der Folter zu kämpfen und verschwindet mit der Hilfe Reds.
Im Finale versuchen sowohl Red als auch Rostova Liz auf ihre Seite zu ziehen. Letztlich entscheidet sich Liz für ihre Mutter, obwohl sie Red versichert, zu ihm zu halten.

### Staffel 8
Zu Beginn der Staffel steht Liz zwischen den Fronten, was sich jedoch zunehmend ändert.
Nachdem Dom wiedererwacht ist, aber nach kurzer Zeit stirbt, stellt Red Rostova zur Rede. Diese spricht ihn auf das „Sikorsky-Archiv“ an und fragt ihn, ob er der mysteriöse russische Agent N-13 sei. Red gibt jedoch keine Antwort und erschießt schließlich Rostova vor Liz’ Augen. Diese schwört Rache, indem sie mehrere Anschläge auf Red verübt, die jedoch fehlschlagen und denen Donald fast zum Opfer fällt. Dadurch wird sie von Red auf die Spitze der Blacklist gesetzt und fortan gesucht. Dabei gelingt es ihr, Reds Verbündeten Skip Hadley umzudrehen, ihm einen achtstelligen Millionenbetrag zu stehlen und mit Skip unterzutauchen.
Derweil bereitet Red der Hacker Rakitin alias Andrew Patterson Probleme, da Liz den von ihm stammenden USB-Stick mit Geheimdaten von Red entwendet hat. Rakitin wird aber nach einigem Hin und Her getötet.
Obwohl Liz für einige Zeit abwesend ist, schmiedet sie ein Bündnis mit einem sehr gefährlichen Mann, der eigentlich ihr Feind ist. Der Initiator der Townsend-Direktive, Neville Townsend, prüft Liz’ Loyalität und plant mit ihr die nächsten Schritte gegen Red.
Red lernt die Witwe Anne Foster kennen und verliebt sich in sie; allerdings macht ihm Liz einen Strich durch die Rechnung, als sie Anne als Geisel hält und diese dann bei einem Handgemenge ums Leben kommt; zeitweise erscheint Liz Mr. Kaplan, die sie auffordert, keine Gnade zu zeigen.
Red versucht währenddessen, die Organisation von Townsend zu infiltrieren und engagiert dazu die Meisterdiebin Priya Laghari. Nach einem Leck entführen Townsends Männer den „Freund aus dem Osten“ alias Ivan Stepanov, einen alten Freund Reds.
Nach einer Aktion von Townsend, die Liz überhaupt nicht passt, sagt sie sich von ihm los und probiert eigene Wege. Jedoch verhört sie mit Townsend Reds Freund Ivan Stepanov – verrät ihn allerdings prompt wieder, als sie kurzzeitig der Taskforce hilft und dann verschwindet.
Nachdem Red, Priya, Liz und der Taskforce samt Stepanov die Flucht gelingt, setzt Townsend zu einem radikalen Schlag an und nimmt sowohl Red und Liz als auch die Taskforce ins Visier.
Als Reaktion auf Liz’ Verrat engagiert Townsend den Auftragskiller Rhys Engel alias „The Protean“, welcher sie lebendig fangen und zu Townsend bringen soll. Die Verbindung zu Liz kostet schließlich ihre Leibwächterin, die Privatdetektivin Esi Jackson, Skip Hadley und ihre Halbschwester Jennifer das Leben; zwar wird Engel von Donald erschossen, doch Liz wird festgenommen und abgeführt.
Bevor Liz jedoch in die Blacksite gebracht werden kann, wird der Konvoi von Townsends Männern attackiert, wobei Donald schwer verletzt wird und um sein Leben kämpfen muss. Liz trifft schließlich auf Red und Dembe, wird aber später von Cooper in die Glaskiste gesperrt.
Später gelingt es Red, mit einem Hubschrauber die Glaskiste aus der Blacksite zu heben, woraufhin er mit Liz nach Lettland fliegt und ihr einen Bunker zeigt, was laut ihm die schwarze Liste sei. Zudem offenbart er Liz, dass er tatsächlich N-13 sei, wobei er das Sikorsky-Archiv aber nie gestohlen habe, sondern geschenkt bekam und es dann selbst erheblich erweitert hat. Außerdem erzählt er, dass Rostova nicht tot sei und der Zweck der Blacklist sei, Rostovas und Liz’ Sicherheit zu gewährleisten. Daraufhin wird in einer Rückblende Liz von einigen ihr nahestehenden, aber schon verstorbenen Personen über ihre Vergangenheit erzählt. Unter anderem stellt sich die vermeintliche Katarina Rostova als ein von Dom beauftragtes Double namens Tatiana Petrova heraus, die eigentlich an ihrer Stelle sterben sollte, nach diesem Anschlag aber stattdessen tatsächlich für Katarina gehalten wurde.
Bevor aber Reds Identität gelüftet werden kann, werden sie von Townsend überrascht und können sich gerade noch in einen Bunker zurückziehen. Schließlich wird Townsend durch ein von Red gelegtes Feuer getötet.
Nachdem Red, Liz und Dembe Townsend entkommen sind und sich wieder in den USA befinden, bittet Red Liz darum, ihn auf offener Straße zu töten, damit Liz in der Lage ist, sich als Kriminelle durchzusetzen. Im Austausch erhält sie Reds wahre Identität. Red erhofft sich durch dieses Manöver für Liz’ Sicherheit sorgen zu können und außerdem weiß er, dass seine Lebenszeit aufgrund seiner Krankheit begrenzt ist. Nach langem Zögern stimmt Liz dieser Vereinbarung zu.
Als schließlich der besagte Moment, indem Liz Red erschießen soll, kommt, hat sie Zweifel und weigert sich. Als Folge wird sie plötzlich von Townsends Leibwächter Vandyke von hinten erschossen. Liz stirbt in Reds Armen. Während jener Vandyke umgehend erschießt und auf Drängen von Dembe den Tatort verlässt, versammelt sich die Taskforce schweigend um Liz' Leiche.

### Staffel 9
Zwei Jahre nach Liz' Tod haben sich sowohl Red als auch die Mitglieder der Taskforce auseinandergelebt:

Ressler arbeitet als Automechaniker in einer Werkstatt, Park ist nun verheiratet und arbeitet als Ausbilderin beim FBI, während Aram ein Technologieunternehmen gegründet hat.
Cooper unterstützt Dembe, welcher sich mit Red überworfen hatte und nun als FBI-Agent tätig ist; zudem besitzt Cooper die Vormundschaft über Agnes.
Red hingegen lebt mit den Schwestern Weecha und Mierce Xiu zusammen und versucht Liz' Tod zu verarbeiten.
Als Dembe jedoch beinahe bei einem Einsatz ums Leben kommt, ändert er seine Meinung und arbeitet mit der Taskforce erneut zusammen, um den Schuldigen zu finden.
Nach der Autorisierung durch Panabaker, nunmehr Senatorin, nimmt die Taskforce ihre alte Arbeit wieder auf. Dennoch hat Cooper mit einem Erpresser, Ressler mit seiner Tablettensucht und Park mit einem persönlichen Problem zu kämpfen.
Da Red nicht loslassen kann, verlässt Mierce ihn und ihre Schwester, wobei herauskommt, weshalb es zwischen ihm und Dembe zu Differenzen kam: Eine DNA-Probe ergab, dass Liz den Brief, den Red Dembe zur Übergabe nach seinem Tod gegeben hatte, bereits vor jenem Abend gelesen hatte. Vandykes Telefon führt zu dessen Laptop, der zeigt, dass dieser mit einem Tracker Liz gefolgt war.
Als Reds Händler ins Visier eines Blacklisters geraten, kommt es zwischen ihm und Dembe zur Aussöhnung und sie können den Feind ausschalten. Gemeinsam mit der Taskforce finden sie heraus, dass der Tracker nicht in Liz' Kleidung, sondern in ihrem Körper, platziert worden war, worauf Red zusätzlich eine Exhumierung anordnet.
Diese bringt außer dem Tracker selbst jedoch wenig Aufschluss, sodass Red und Dembe wieder am Anfang stehen; parallel wird Cooper aufgrund weiterer Komplikationen angeklagt und muss auf Reds Hilfe zurückgreifen. Aram wird daraufhin zum neuen Leiter der Taskforce ernannt, hadert jedoch mit seiner neuen Rolle. Cooper kann vorerst auf freiem Fuß bleiben, da Red Panabaker mit einem abgeschlossenen Fall um ihre Enkelin erpresst.
Als Aram jedoch kurze Zeit später von einem Drogenkartell entführt wird, die auf seine entwickelte Technologie aufmerksam geworden sind, gelingt der Taskforce gerade noch in letzter Minute die Befreiung ihres Leiters und sie kommt infolgedessen einem LSD-Handel auf die Spur, welcher von Lazlo Jankowics, dem Sohn des getöteten Blacklisters Marko Jankowics, in die Wege geleitet wurde.
Derweil untersuchen Red und Dembe eine neue Spur, die sie zu einem für Red einzigartig angefertigten Safe führt, der ursprünglich für Liz und ihre Rolle als dessen Nachfolgerin bestimmt war; jedoch gibt der Erbauer zu, dass der Safe im Auftrag von Mr. Kaplan dupliziert wurde. Dies veranlasst ersteren zu der Annahme, dass sie den Sturz von der Brücke überlebt hat und sich die darauffolgenden Jahre im Geheimen aufhielt, während sie ihre Rache plante. Jene Annahme gewinnt an Wahrheit, als Red und seine Männer in einer Lagerhalle einen Schatten wahrnehmen, der Kaplan täuschend ähnlich sieht; allerdings explodiert im selben Moment die Halle, wobei Weecha schwer verletzt wird und ihr Leben in der Schwebe hängt.
Während Weecha sich erholt und dabei Besuch von Mierce erhält, ermittelt Red mehr und mehr Beweise, die seine getreue Unterstützerin Heddie Hawkins als Drahtzieherin sehen. Allerdings gibt sich kurze Zeit später Gerard als wahrer Drahtzieher von Liz' Ermordung zu erkennen und erklärt, er habe Liz nie als wahre Erbin annehmen können und konnte ihr keine Führungsstärke zuschreiben. Zudem leitete er während Reds Abwesenheit dessen Imperium und sicherte seinen Fortbestand. Dementsprechend wütend stellt Red seinen ehemaligen Freund an einem Flughafen, verliert ihn jedoch aus den Augen, als die Taskforce den Alarm auslösen lässt.
Wenig später versucht Gerard nach seiner Gefangennahme durch die Taskforce einen Deal mit Panabaker zu erreichen, scheitert jedoch und erschießt sich kurz darauf.
An Liz' drittem Todestag versammeln sich die Mitglieder der Taskforce und Dembe an ihrem Grab und legen Blumen nieder, wobei Aram und Park ihren Austritt aus der Taskforce erklären und sich von Donald, Dembe und Cooper verabschieden.
Derweil wird der Blacklister Wujing aus dem dritten Fall der Taskforce von seinen Leuten befreit und erklärt, dass Gerard ihm mitgeteilt hatte, dass Red für das FBI arbeiten würde. Mit dieser Information und einer von Gerard erhaltenen Liste von Blacklistern, die ebenfalls durch Red aufgehalten wurden, beschließt Wujing, an jenem Rache zu nehmen.

### Staffel 10
Während Red kurzzeitig abwesend ist und dabei auf seinen üblichen Schutz verzichtet, sucht Wujing weitere Mitstreiter für seinen Racheplan, darunter zunächst den Freelancer. Die Taskforce ist trotz eines kurzen Besuchs von Aram noch unterbesetzt, erhält jedoch unerwartet Zuwachs durch die MI6-Agentin Siya Malik, der adoptierten Tochter der getöteten Meera Malik.
Später lässt Red seinen ehemaligen Mentor Robert Vesco aus dem Gefängnis befreien und klärt ihn über seine Zusammenarbeit mit der Taskforce auf. Allerdings wechselt Vesco die Seiten und hilft Wujing die einst von Townsend engagierte Verhörspezialistin Dr. Laken Perillos aus dem Gefängnis zu holen, die erneut Dembe als Ziel auswählt. Durch ein doppeltes Spiel Vescos erfährt die Taskforce von deren Aufenthaltsort und rettet ihren Kollegen, wobei Vesco in ein Safehouse gebracht wird.
Als Red ihn kurze Zeit danach besucht, findet er Vesco erschossen vor; Wujing hatte seinen Verrat erkannt und bezahlen lassen. Zudem wird Perillos von Wujings Leuten getötet, doch neben dem Freelancer hat er mit dem Troll Farmer bereits einen neuen Verbündeten. Über Umwege sowie das Eingreifen der Taskforce kommen diese allerdings zu Red, wobei der Troll Farmer abgeführt wird. Cooper stellt überdies Reds Mitarbeiter Herbie Hambright als neuen IT-Fachmann und Arams Nachfolger ein.
Um Wujing endgültig aus dem Verkehr zu ziehen, präsentiert Red gegenüber der Taskforce eine baugleiche Version des Hauptquartiers, mit der eine Falle gestellt werden soll. Nach einer Befragung durch Senatorin Panabaker über ein von ihm entwickeltes, nunmehr entwendeten, Computerprogramms gelingt dem Troll Farmer die Flucht. Die Taskforce, die absichtlich dessen Flucht unterstützt hatte, bereitet sich auf den Angriff Wujings vor, der nun die Blacksite findet.
Als er diese betritt, findet er neben verlassenen Räumlichkeiten bloß den Hut Reds, ehe dieser erscheint und ihn daraufhin mit einem Kopfschuss tötet; dabei wird klar, dass Wujing bewusst von Red in die echte Blacksite gelockt worden war. Seine rechte Hand wird ebenso von Red getötet, während die engagierte Söldnertruppe zu ihm überläuft. Dabei stellt sich auch heraus, dass der Troll Farmer bereits für Red arbeitete. Später beim Telefonat erklärt Red Cooper, dass jeder für sich über die Art der Zusammenarbeit nachdenken soll.
Einige Zeit bleibt es still um Red, der, statt neue Blacklister zu bieten, sein Imperium verkleinert und sich von vielen seiner persönlichen Sachen trennt. Dabei benutzt er die Taskforce um zwei seiner Netzwerke stillzulegen. Ebenfalls stattet er mehreren seiner Mitarbeiter und Anhänger einen letzten Besuch ab um diesen eine sichere Zukunft zu ermöglichen, darunter Hawkins, Brimley, Weecha und Paula Carter.
Derweil wird der Kongressabgeordnete Arthur Hudson auf die enormen Ausgaben der Taskforce 836 aufmerksam und beschließt der Sache auf den Grund zu gehen, da er korrupte Mitarbeiter beim FBI vermutet. Nach mehreren Rückschlägen benutzt er Resslers gerade clean gewordenen Schützling Jonathan Pritchard, der Resslers Handy mit einer speziellen Software hacken soll, damit Hudson und sein Verbündeter, Special Agent Jordan Nixon, Resslers Gespräche mithören können. Schließlich erfahren beide, dass die Taskforce mit Raymond Reddington zusammen arbeitet, bzw. dieser der Informant sei. Mit diesen Informationen gehen beide zum Justizminister, der ebenfalls Interesse zeigt.
Als beim Justizminister beide Seiten versammelt sind, schaltet sich plötzlich Red via Bildschirm ins Gespräch ein und verteidigt die Taskforce. Diese wird nun aufgelöst und soll stattdessen Hudson dabei assistieren, Reddington zu finden und in Gewahrsam zu bringen. Dembe warnt dabei Reddington, doch Hudson ermittelt ihn als die unsichere Stelle und lässt ihn von Nixon festnehmen. Unterwegs zum Hauptquartier wird die Kolonne von Reddingtons Männern gerammt, wobei Red Dembe befreien will. Dieser weigert sich jedoch mit Red mitzugehen und versucht den verwirrten Hudson zu beruhigen. Jener greift sich dabei Nixons Waffe und trifft Dembe lebensgefährlich am Hals. Daraufhin beseitigt Red den Kongressabgeordneten per Kopfschuss.
Red bringt Dembe in ein nahegelegenes Altersheim, wo Dembe versorgt wird und erster sein Blut spendet, ehe er dann nach Spanien flieht. Als Dembe wieder erwacht, gibt er Cooper einen Hinweis, wo Red sich aufhalten könnte. Cooper teilt ihm dabei mit, dass die Ermittlungen gegen ihn fallen gelassen wurden, er allerdings keine Zukunft beim FBI habe. Siya fällt wiederum auf, dass Red den Stierkopf aus dem Badehaus mitgenommen hat und er erwähnte, den Kopf in sein ursprüngliches Zuchtgestüt zurückbringen zu wollen. Nach einer kurzen Erholung in der Villa Lobo und einem Abschiedsgespräch mit Agnes begibt sich der inzwischen deutlich angeschlagene Red auf einen Spaziergang, wobei Ressler ihn mithilfe der lokalen Polizei weiterhin sucht. Der Kriminelle sieht sich derweil bei seinem Spaziergang auf einem leeren Grundstück plötzlich einem schwarzen Stierbullen gegenüber und beschließt nicht mehr davonzulaufen, indem er sich gefestigt dem Tier annähert.
Schließlich findet Ressler den gehörnten und zu Tode getrampelten Red auf der Wiese und informiert Cooper. Danach legt er seinem Erzfeind den Fedora wieder auf den Kopf, die Identität Reds bleibt dabei ungeklärt.

## Besetzung und Synchronisation
Die deutsche Synchronisation erstellte die Synchronfirma Scalamedia für die Staffeln 1 bis 7 und für die Staffeln 8 bis 10 die Iyuno-SDI Group Germany, in München. Die erste Staffel entstand nach den Dialogbüchern von Jan Odle, Stefan Sidak und Andrea Pichlmaier unter der Dialogregie von Odle, in der zweiten Staffel waren für die Dialogbücher Stefan Sidak und Matthias Lange verantwortlich, die Dialogregie der übrigen neun Staffeln übernahm Kathrin Simon.
In der dritten Staffel zeichneten für die Dialogbücher Sidak und Lange verantwortlich, und in der vierten Staffel kam Edgar Möller noch als Autor dazu. In der fünften, sechsten und siebten Staffel waren Sidak und Möller die Dialogbuchautoren. Für die achte Staffel erstellte Sidak gemeinsam mit Christian Langhagen die Dialogbücher. Die Dialogbücher der neunten Staffel erstellte Sidak, der auch in der zehnten Staffel für die Dialogbücher verantwortlich war.

### Hauptbesetzung
| Rollenname                                                                        | Schauspieler                         | Bild              | Hauptrolle (Episoden) | Nebenrolle (Episoden)           | Synchronsprecher         |
| --------------------------------------------------------------------------------- | ------------------------------------ | ----------------- | --------------------- | ------------------------------- | ------------------------ |
| Raymond „Red“ Reddington                                                          | James Spader                         | James Spader      | 1.01–10.22            |                                 | Benjamin Völz            |
| Elizabeth Keen / Masha Rostova                                                    | Megan Boone                          | Megan Boone       | 1.01–8.22             |                                 | Shandra Schadt           |
| Donald Ressler                                                                    | Diego Klattenhoff                    | Diego Klattenhoff | 1.01–10.22            |                                 | Patrick Schröder         |
| Tom Keen / Jacob Phelps / Christopher Hargrave / Christof Mannheim / Matt Buckley | Ryan Eggold                          | Ryan Eggold       | 1.01–5.08             | 5.22                            | Manou Lubowski           |
| Harold Cooper                                                                     | Harry J. Lennix                      | Harry Lennix      | 1.01–10.22            |                                 | Matthias Klie            |
| Meera Malik                                                                       | Parminder Nagra Nikita Tewani (jung) | Parminder Nagra   | 1.02–1.22             | 10.13                           | Angela Wiederhut         |
| Aram Mojtabai                                                                     | Amir Arison                          | Amir Arison       | 2.01–9.22             | 1.03, 1.06–1.22, 10.01          | Jaron Löwenberg          |
| Samar Navabi                                                                      | Mozhan Marnò                         | Mozhan Marnò      | 2.01–6.14             | 9.19                            | Claudia Urbschat-Mingues |
| Dembe Zuma                                                                        | Hisham Tawfiq                        | Hisham Tawfiq     | 3.01–10.22            | 1.02–2.22                       | Marc Rosenberg           |
| Alina Park                                                                        | Laura Sohn                           |                   | 8.01–9.22             | 7.06–7.11, 7.13–7.16, 7.18–7.19 | Maren Rainer             |
| Siya Malik                                                                        | Anya Banerjee                        |                   | 10.01–10.22           |                                 | Giuliana Jakobeit        |

### Nebenbesetzung
| Rollenname                                          | Schauspieler         | Nebenrolle | Synchronsprecher          |
| --------------------------------------------------- | -------------------- | --- | ------------------------- |
| Grey / Newton Phillips                              | Charles Baker        | 1.01, 1.05–1.06, 1.11, 4.17 | Tobias Kluckert           |
| Luli Zheng                                          | Deborah S. Craig     | 1.02–1.11 | Solveig Duda              |
| Diane Fowler                                        | Jane Alexander       | 1.02, 1.10–1.11, 1.13 | Dagmar Dempe              |
| Der Freelancer / Alban Veseli                       | Daniel Sauli         | 1.02, 8.05, 8.07, 8.14, 10.01, 10.07–10.08 | Sven Gerhardt             |
| Wujing                                              | Chin Han             | 1.03, 9.22–10.02, 10.05–10.06, 10.09 | Martin Halm               |
| Maxwell Ruddiger                                    | Dikran Tulaine       | 1.06, 1.09, 2.16, 6.02, 6.13, 6.22, 8.04, 8.10, 8.14–8.15 | Andreas Borcherding       |
| Gina Zanetakos                                      | Margarita Levieva    | 1.06, 3.13–3.14, 3.16–3.17 | Stefanie Dischinger       |
| Manny Soto                                          | David Zayas          | 1.07, 4.01, 9.01, 10.16 | Sebastian Christoph Jacob |
| Sam Milhoan                                         | William Sadler       | 1.08–1.09, 4.17, 6.19 | K. Dieter Klebsch         |
| Audrey Bidwell                                      | Emily Tremaine       | 1.10, 1.12, 1.16 | Maren Rainer              |
| Alan Fitch / Der Dekabrist                          | Alan Alda            | 1.10–1.11, 1.20, 1.22, 2.08, 6.09 | Bodo Wolf                 |
| Mr. „Kate“ Kaplan / Kathryn „Kathya“ Nemec          | Susan Blommaert      | 1.10, 1.13, 1.17, 2.02–2.03, 2.18–2.19, 2.22, 3.05, 3.10–3.11, 3.18, 3.20, 3.23–4.04, 4.06, 4.08, 4.16–4.22, 8.14                                                   | Angelika Bender           |
| Baz                                                 | Bazzel Baz           | 1.10, 2.15, 2.19, 2.22, 3.04, 3.07, 3.09–3.10, 3.12, 3.14, 3.17–3.18, 3.21, 3.23, 4.02, 4.05–4.06, 4.08–4.09, 4.13, 4.15–4.18, 4.21–4.22                            | Matthias Kupfer           |
| Jolene Parker / Lucy Brooks                         | Rachel Brosnahan     | 1.12–1.17 | Peggy Pollow              |
| Teddy Brimley                                       | Teddy Coluca         | 1.13 | Ulf J. Söhmisch           |
| Teddy Brimley                                       | Teddy Coluca         | 2.08, 2.21, 3.07, 3.14, 4.03, 4.05, 4.21, 5.17, 5.21–5.22, 6.13–6.14, 6.20, 7.06, 7.11, 7.15, 7.19, 8.04, 8.20, 9.11, 9.14, 9.17–9.18, 10.03, 10.20                 | Niko Macoulis             |
| Tom Connolly                                        | Reed Birney          | 1.15, 2.12, 2.14, 2.16–2.17, 2.19–2.22 | Frank-Otto Schenk         |
| Walter Gary Martin                                  | Jason Butler Harner  | 1.16, 1.21–2.01 | Axel Malzacher            |
| Berlin / Milos Kirchoff                             | Peter Stormare       | 1.21–2.02, 2.07–2.08 | Detlef Bierstedt          |
| Naomi Hyland / Carla Reddington                     | Mary-Louise Parker   | 2.01–2.04 | Katrin Fröhlich           |
| Stv. GStA' Reven Wright                             | Adriane Lenox        | 2.01–2.02, 2.08, 2.11–2.12, 2.14–2.16, 2.19, 2.22–3.02, 3.05, 3.07–3.08, 4.22                                                                                       | Sandra Schwittau          |
| Glen Carter                                         | Clark Middleton      | 2.05, 2.12, 3.03, 3.14, 4.04, 4.15–4.16, 5.03, 5.11, 6.07, 6.13, 7.08, 7.13                                                                                         | Hans Hohlbein             |
| Zoe D’Antonio                                       | Scottie Thompson     | 2.05–2.08 | Caroline Combrinck        |
| Director Peter Kotsiopulos                          | David Strathairn     | 2.09–2.10, 2.18–2.20, 2.22–3.01, 3.05–3.07, 3.09–3.10 | Reinhard Kuhnert          |
| Charlene Cooper                                     | Valarie Pettiford    | 2.10, 2.12, 2.16–2.17, 2.20, 3.01, 3.07–3.09, 3.16, 3.20, 8.08, 9.04–9.05, 9.16, 9.22, 10.14                                                                        | Michèle Tichawsky         |
| Leonard Caul / Joseph McCray                        | Ned Van Zandt        | 2.12–2.13, 2.19–2.21, 3.04 | Achim Geisler             |
| Bill „Bud“ McCready / Der Major                     | Lance Henriksen      | 2.14–2.15, 2.17, 3.17, 5.08 | Uli Krohm                 |
| Nik Korpal                                          | Piter Marek          | 2.19, 3.15, 3.18–3.19, 3.23, 5.02–5.04 | Philipp Moog              |
| Karakurt / Jonas Fleming                            | Michael Massee       | 2.20–2.21 | Thomas Meinhardt          |
| Karakurt / Jonas Fleming                            | Andrew Divoff        | 3.06–3.10 | Arthur Galiandin          |
| Mathias Solomon                                     | Edi Gathegi          | 3.01–3.09, 3.17–3.18, 3.22 | Markus Pfeiffer           |
| Isabella Zuma                                       | Victoria Janicki     | 3.01 | Gabrielle Pietermann      |
| Isabella Zuma                                       | Danaya Esperanza     | 4.16, 8.14, 9.09, 10.12 | Gabrielle Pietermann      |
| Bo Chang / Der Troll Farmer                         | Aaron Yoo            | 3.01, 10.08–10.09 | Karim El Kammouchi        |
| Marvin Gerard                                       | Fisher Stevens       | 3.02, 3.06, 3.10, 4.15, 4.18, 4.20, 7.18, 8.03–8.04, 9.09–9.10, 9.15, 9.18, 9.20–9.22                                                                               | Gerald Schaale            |
| Laurel Hitchin                                      | Christine Lahti      | 3.05, 3.07–3.10, 3.21, 4.05, 4.19, 4.22–5.01 | Kathrin Simon             |
| Agent Levi Shur                                     | Oded Fehr            | 3.07, 4.09, 6.13–6.14 | Peter Flechtner           |
| Senatorin Cynthia Panabaker                         | Deirdre Lovejoy      | 3.09, 3.16, 3.20–3.21, 4.01, 4.06, 4.09, 4.18, 4.22, 5.18, 6.02, 6.11, 6.22, 7.04, 8.05, 8.09, 8.12, 8.20, 9.02, 9.14–9.16, 9.22, 10.03, 10.09, 10.11, 10.16, 10.20 | Ulla Wagener              |
| Morgan                                              | Genson Blimline      | 3.09, 3.18, 3.23, 5.22, 6.21–6.22, 7.10, 7.16, 7.18–7.19, 8.02–8.03, 8.17, 8.20, 9.09, 9.15, 9.18                                                                   | Gerhard Jilka             |
| Nez Rowan                                           | Tawny Cypress        | 3.17, 3.20–3.22 | Anke Reitzenstein         |
| Katarina Rostova (jung)                             | Lotte Verbeek        | 3.19, 4.02–4.03, 4.17, 6.09, 6.19, 7.09, 8.02, 8.21 | Tatjana Pokorny           |
| Dominic „Dom“ Wilkinson / „Oleander“                | Brian Dennehy        | 3.20, 4.21, 5.13, 5.22 | Otto Mellies              |
| Dominic „Dom“ Wilkinson / „Oleander“                | Brian Dennehy        | 6.18–6.19, 7.02, 7.10, 7.19 | Kaspar Eichel             |
| Dominic „Dom“ Wilkinson / „Oleander“                | Ron Raines           | 8.01–8.02, 8.21 | Kaspar Eichel             |
| Susan Hargrave                                      | Famke Janssen        | 3.20–3.22, 5.09 | Christin Marquitan        |
| Präsident Robert Diaz                               | Benito Martinez      | 3.21–3.23, 4.09, 6.11–6.12, 6.21–6.22 | Pierre Peters-Arnolds     |
| Alexander Kirk / Constantin Rostov                  | Ulrich Thomsen       | 3.22–4.08 | Frank Röth                |
| Elise / Janet Sutherland                            | Annie Heise          | 4.03, 4.05–4.06, 4.14, 4.16, 4.21–4.22 | Nicole Hannak             |
| Jäger                                               | Leon Rippy           | 4.04, 4.06, 4.08, 4.16 | Kaspar Eichel             |
| Dr. Sebastian Reifler                               | Matt Servitto        | 4.04–4.05, 4.08 | Peter Reinhardt           |
| Julian Gale                                         | Enrique Murciano     | 4.18–4.22 | Dennis Schmidt-Foß        |
| Henry Prescott                                      | James Carpinello     | 4.22–5.01, 5.03, 5.10 | Michael Deffert           |
| Joe „Smokey“ Putnum                                 | Michael Aronov       | 5.01, 5.03, 5.15, 5.20–5.21, 6.16 | Steven Merting            |
| Chuck                                               | Jonathan Holtzman    | 5.01, 5.11, 5.19, 6.13, 6.19–6.22, 7.08, 7.10, 7.15–7.16, 7.18–7.19, 8.02–8.03, 8.17, 9.09, 9.15, 9.18, 9.21–10.01, 10.06, 10.08–10.09, 10.11, 10.21–10.22          | Michael Iwannek           |
| Heddie Hawkins                                      | Aida Turturro        | 5.01, 5.03, 5.05, 5.11, 6.13, 7.10, 7.15, 8.01, 8.04, 9.04, 9.10, 9.20, 10.20                                                                                       | Daniela Hoffmann          |
| Pete McGee                                          | Karl Miller          | 5.03–5.05, 5.07 | Oliver Scheffel           |
| Ian Garvey                                          | Jonny Coyne          | 5.07–5.08, 5.10, 5.12–5.19 | Wolfgang Müller           |
| Norman Singleton                                    | Evan Parke           | 5.10–5.11, 5.13–5.15 | Martin Kautz              |
| Tadashi Ito                                         | Alex Shimizu         | 5.12, 6.22, 7.06, 8.04, 10.01, 10.04, 10.20 | Max Felder                |
| Judson                                              | Shane Patrick Kearns | 5.14–5.15, 5.17, 5.19–5.20 | Roman Wolko               |
| Jennifer Reddington / Lillian Roth                  | Fiona Dourif         | 5.18–5.20, 5.22–6.02, 6.04, 6.06, 6.08, 8.18 | Jacqueline Belle          |
| Bastien Moreau                                      | Christopher Lambert  | 6.01–6.02, 6.11–6.12 | Joachim Tennstedt         |
| Anna MacMahon                                       | Jennifer Ferrin      | 6.02, 6.11–6.12, 6.15, 6.17, 6.20–6.22 | Claudia Gáldy             |
| Staatsanwalt Michael Sima                           | Ken Leung            | 6.03, 6.05–6.07, 6.09–6.10 | Bernd Vollbrecht          |
| Richterin Roberta Wilkins                           | Becky Ann Baker      | 6.03, 6.05–6.07, 6.09–6.10 | Marion Hartmann           |
| Dr. Ogden Maguire                                   | David Berman         | 6.03, 6.07, 6.18, 7.16, 7.18 | Marius Clarén             |
| Vontae Jones                                        | Coy Stewart          | 6.04, 6.08, 6.10, 6.13, 6.22, 7.06 | Tobias John von Freyend   |
| Vega Montero                                        | Javier Molina        | 6.05–6.06, 6.08, 6.10 | Johann Fohl               |
| Christopher Miles                                   | Michael Xavier       | 6.11–6.12, 6.21 | Armin Schlagwein          |
| Milian Sandquist                                    | Ben Horner           | 6.12, 6.21–6.22 | Jan Kurbjuweit            |
| Robert Vesco                                        | Stacy Keach          | 6.13, 9.03, 10.03–10.06 | Thomas Rauscher           |
| Dominic Wilkinson (jung)                            | C. J. Wilson         | 6.19, 7.09, 8.21 | Tim Moeseritz             |
| Ilya Koslov (jung)                                  | Gabriel Mann         | 6.19, 7.09, 8.21 | Peter Lontzek             |
| Der Fremde / Ilya Koslov / Frank Bloom              | Brett Cullen         | 6.22, 7.05, 7.07–7.10, 7.15, 8.21 | K. Dieter Klebsch         |
| Katarina Rostova / Maddy Tolliver / Tatiana Petrova | Laila Robins         | 6.22–7.04, 7.06–7.10, 7.16, 7.18–8.02, 8.21 | Claudia Lössl             |
| Francesca Campbell                                  | Natalie Paul         | 7.01–7.04, 7.06 | Jessica Walther-Gabory    |
| Elodie Radcliffe                                    | Elizabeth Bogush     | 7.03, 7.05–7.06, 7.11, 7.13–7.14 | Natascha Geisler          |
| Esi Jackson                                         | Kecia Lewis          | 7.13, 7.15–7.16, 8.03–8.05, 8.14–8.16, 8.18 | Judith Steinhäuser        |
| Skip Hadley                                         | Drew Gehling         | 8.03–8.05, 8.12, 8.14, 8.18 | Daniel Schlauch           |
| Sikorsky / Der Freund aus dem Osten / Ivan Stepanov | David E. Harrison    | 8.04, 8.07, 8.11–8.12, 8.15–8.17, 8.21 | Grigory Kofman            |
| Rakitin / Andrew Patterson                          | Seth Numrich         | 8.04, 8.09, 8.11–8.12 | Xiduo Zhao                |
| Anne Foster                                         | LaChanze             | 8.05, 8.08, 8.13–8.14 | Carin C. Tietze           |
| Paula Carter                                        | Marylouise Burke     | 8.06, 8.15, 8.18, 10.21 | Sonja Deutsch             |
| Godwin Page                                         | Christopher Gurr     | 8.09–8.10, 8.16–8.17, 8.20 | Alexander Hauff           |
| Neville Townsend                                    | Reg Rogers           | 8.09–8.11, 8.13–8.21 | Uwe Büschken              |
| Charles Vandyke / Elias Van Dyke                    | Lukas Hassel         | 8.09–8.11, 8.13–8.17, 8.19–8.22, 9.21 | Stefan Lehnen             |
| Weecha Xiu                                          | Diany Rodriguez      | 9.01–9.06, 9.08–9.21, 10.14, 10.16–10.17, 10.20–10.21 | Sonja Ortiz               |
| Mierce Xiu                                          | Karina Arroyave      | 9.01–9.02, 9.04–9.06, 9.08, 9.19–9.21 | Wicki Kalaitzi            |
| Peter Simpson                                       | Colby Lewis          | 9.02, 9.05–9.06, 9.11 | Christian Intorp          |
| Lew Sloan                                           | Danny Mastrogiorgio  | 9.04, 9.06, 9.08, 9.12–9.13, 9.15–9.16 | Gudo Hoegel               |
| Andrew Kennison                                     | Joe Carroll          | 9.12, 9.14–9.15 | Daniel Kröhnert           |
| Herbie Hambright                                    | Alex Brightman       | 9.14, 10.03, 10.05, 10.07–10.08, 10.10–10.11, 10.13–10.22 | Felix Auer                |
| Kongressabgeordneter Arthur Hudson                  | Toby Leonard Moore   | 10.12–10.13, 10.16–10.21 | Sven Fechner              |

## Spin-offThe Blacklist: Redemption
Ende März 2016 wurde bekannt, dass der Sender NBC an einem Spin-off zur Serie The Blacklist arbeitet. Eine der zentralen Hauptrollen wurde mit Famke Janssen besetzt. Sie verkörpert Scottie Hargrave. Als Backdoor-Pilot diente die Folge 3x21 Susan Hargrave (Nr. 18). Aus der Mutterserie werden Ryan Eggold in seiner Rolle als Tom Keen sowie Edi Gathegi als Matias Solomon auftreten und zur Hauptbesetzung gehören.
Kurze Zeit später wurde Tawny Cypress für eine Hauptrolle verpflichtet.
Im Mai 2016 erfolgte die offizielle Bestellung des Spin-offs unter dem Titel The Blacklist: Redemption. Die erste und einzige Staffel der Serie besteht aus acht Episoden, die vom 23. Februar bis zum 13. April 2017 auf NBC ausgestrahlt wurden.

## Produktion
Das Drehbuch zur Pilotfolge schrieb Jon Bokenkamp.
Nach Sichtung der Pilotfolge bestellte der Sender NBC die Serie im Mai 2013.
Nachdem die Serienpremiere bereits von 12,58 Millionen Zuschauern gesehen wurde und ein Zielgruppen-Rating von 3,8 erreichte und die folgende Episode auch über 11 Millionen Zuschauer anzog, gab NBC bereits am 4. Oktober 2013 neun weitere Episoden in Auftrag, die sogenannte Back nine order. Entsprechend kommt die erste Staffel der Serie auf 22 Episoden.
Nach zehn ausgestrahlten Episoden verlängerte NBC The Blacklist um eine zweite Staffel mit 22 Episoden. In dieser gehören Amir Arison und Mozhan Marnò zur Hauptbesetzung.

## Ausstrahlung
Vereinigte Staaten
Die Premiere der Serie fand am 23. September 2013 auf NBC statt und wurde von 12,58 Millionen Zuschauern verfolgt. Die letzte Folge der ersten Staffel wurde am 12. Mai 2014 ausgestrahlt.
Im Durchschnitt erreichten die 22 Episoden der ersten Staffel 10,79 Millionen Zuschauer und ein Zielgruppen-Rating von 2,9 Prozent.
Die zweite Staffel wurde vom 22. September 2014 bis zum 14. Mai 2015 ausgestrahlt, die dritte Staffel vom 1. Oktober 2015 bis zum 19. Mai 2016. Die vierte Staffel startete am 22. September 2016.
Deutschland
Die Ausstrahlungsrechte in Deutschland besitzt die Mediengruppe RTL Deutschland. Im Bezahlfernsehen begann die Ausstrahlung am 26. November 2013 auf dem Sender RTL Crime. Die Free-TV-Ausstrahlung erfolgte seit dem 21. Januar 2014 auf RTL. Zum Auftakt wurde eine Doppelfolge gezeigt; die erste Folge sahen 3,98 und die zweite 4,29 Millionen Zuschauer. Die Marktanteile in der werberelevanten Zielgruppe beliefen sich auf 18,5 und 19,6 Prozent.
Die Ausstrahlung der zweiten Staffel startete im November 2014 ebenfalls bei RTL Crime, ab dem 24. Februar 2015 erfolgte die Ausstrahlung auf RTL. Die deutschsprachige Erstausstrahlung der dritten Staffel sendete der Pay-TV-Sender RTL Crime vom 5. Januar bis 28. Juni 2016.
Die Free-TV-Ausstrahlung erfolgte seit dem 23. Februar 2016 bei RTL.
Die vierte Staffel wurde ab dem 10. Januar 2017 beim Pay-TV-Sender RTL Crime ausgestrahlt. Die fünfte Staffel sendete RTL Crime vom 13. Februar bis zum 10. Juli 2018. Seit dem 12. August 2023 sind alle Staffeln inklusive der letzten bei Netflix abrufbar.
Österreich
Am 22. Januar 2014 begann die Ausstrahlung auf dem österreichischen Sender ORF eins; zum Auftakt wurde eine Doppelfolge gezeigt. Am 4. Juni 2014 wurde das erste Staffelfinale gezeigt.
Schweiz
In der Schweiz strahlt der Sender 3+ die Serie seit dem 22. Januar 2014 aus. Am 18. Juni 2014 wurde das erste Staffelfinale gezeigt.

## DVD- und Blu-ray-Veröffentlichungen
| Staffel | Vereinigte Staaten | Deutschland        |
| ------- | ------------------ | ------------------ |
| 1       | 12. August 2014    | 4. September 2014  |
| 2       | 18. August 2015    | 15. Oktober 2015   |
| 3       | 2. August 2016     | 4. August 2016     |
| 4       | 15. August 2017    | 17. August 2017    |
| 5       | 14. August 2018    | 18. Oktober 2018   |
| 6       | 13. August 2019    | 30. Oktober 2019   |
| 7       | 11. August 2020    | 1. Oktober 2020    |
| 8       | 21. September 2021 | 23. September 2021 |

## Auszeichnungen und Nominierungen
| Jahr | Auszeichnung              | Kategorie                                                                  | Werk                      | Ergebnis  | Quelle |
| ---- | ------------------------- | -------------------------------------------------------------------------- | ------------------------- | --------- | ------ |
| 2014 | Golden Globe Awards       | Bester Darsteller in einer Fernsehserie – Drama                            | James Spader              | Nominiert | [ 36 ] |
| 2014 | People’s Choice Awards    | Favorite New Television Drama                                              | The Blacklist             | Nominiert | [ 37 ] |
| 2014 | Entertainment Weekly      | Best Non-Romantic Cliffhanger                                              | Berlin (No. 8) Conclusion | Nominiert | [ 38 ] |
| 2014 | Entertainment Weekly      | Funniest Moment in a Drama                                                 | Berlin (No. 8) Conclusion | Nominiert | [ 38 ] |
| 2014 | Entertainment Weekly      | Weakest/Most Divisive Twist                                                | Berlin (No. 8) Conclusion | Nominiert | [ 38 ] |
| 2014 | Entertainment Weekly      | Best Final Shot                                                            | Berlin (No. 8) Conclusion | Nominiert | [ 38 ] |
| 2014 | Entertainment Weekly      | Most Likely to Earn Someone an Emmy Nomination                             | Berlin (No. 8) Conclusion | Nominiert | [ 38 ] |
| 2014 | Entertainment Weekly      | Biggest Regret That I Didn't See It, I Just Heard or Read About It         | Berlin (No. 8) Conclusion | Nominiert | [ 38 ] |
| 2014 | Primetime Emmy Awards     | Outstanding Stunt Coordination For A Drama Series, Miniseries Or Movie     | Cort L. Hessler III       | Gewonnen  | [ 39 ] |
| 2014 | ASCAP Awards              | Top TV Series                                                              | The Blacklist             | Gewonnen  | [ 40 ] |
| 2014 | Saturn Award              | Beste Network-Fernsehserie                                                 | The Blacklist             | Nominiert | [ 41 ] |
| 2014 | Saturn Award              | Bester TV-Hauptdarsteller                                                  | James Spader              | Nominiert | [ 41 ] |
| 2015 | Golden Globe Awards       | Bester Darsteller in einer Fernsehserie – Drama                            | James Spader              | Nominiert | [ 36 ] |
| 2015 | Primetime Emmy Awards     | Outstanding Stunt Coordination For A Drama Series, Miniseries Or Movie     | Cort L. Hessler III       | Nominiert | [ 39 ] |
| 2015 | Primetime Emmy Awards     | Outstanding Guest Actor in a Drama Series                                  | Alan Alda                 | Nominiert | [ 39 ] |
| 2016 | Primetime Emmy Awards     | Outstanding Stunt Coordination For A Drama Series, Miniseries Or Movie     | Cort L. Hessler III       | Nominiert | [ 39 ] |
| 2016 | Screen Actors Guild Award | Bestes Stuntensemble in einer Fernsehserie                                 |                           | Nominiert | [ 42 ] |
| 2017 | People’s Choice Awards    | Favorite TV Crime Drama                                                    | The Blacklist             | Nominiert | [ 43 ] |
| 2017 | Primetime Emmy Awards     | Outstanding Stunt Coordination for a Drama Series, Limited Series or Movie | Cort L. Hessler III       | Nominiert | [ 39 ] |
| 2018 | Primetime Emmy Awards     | Outstanding Stunt Coordination for a Drama Series, Limited Series or Movie | Cort L. Hessler III       | Nominiert | [ 39 ] |
| 2019 | Primetime Emmy Awards     | Outstanding Stunt Coordination for a Drama Series, Limited Series or Movie | Cort L. Hessler III       | Nominiert | [ 39 ] |
| 2020 | Primetime Emmy Awards     | Outstanding Stunt Coordination for a Drama Series, Limited Series or Movie | Cort L. Hessler III       | Nominiert | [ 39 ] |

## Kritik
Die Fernsehserie wurde bei Metacritic mit einem Metascore von 74/100 basierend auf 32 Rezensionen bewertet.
Gian-Philip Andreas von wunschliste.de schrieb „The Blacklist [ist] keine komplett missglückte Fernsehserie. Vieles gelingt ja auch, sogar jenseits der charismatischen Hauptfigur. Der von Joe Carnahan (The Grey – Unter Wölfen) inszenierte Pilotfilm hat beispielsweise ein gutes Tempo und glänzt mit überraschend fies montierten Schrecksekunden sowie einer formidablen Action-Choreografie im Mittelteil, die den Zuschauer fast aus dem Sessel fegt; auch später wissen die Episoden immer wieder mit geschickt gerafften Sequenzen und Binnenspannungsbögen zu punkten. Doch dem entgegen stehen die schlaffe Figurenzeichnung und ein Krimi-Klischeefeuerwerk aus Last-Second-Countdowns und spinnerten Computertüftlern“.
Juliane Frisse, Kolumnistin beim Jugendkanal Puls des Bayerischen Rundfunks äußerte sich wie folgt zu der Serie: „Wer sich nicht darum schert, ob die Handlung einer Thrillerserie einigermaßen plausibel verläuft oder nicht, könnte sich von The Blacklist trotzdem unterhalten fühlen. Denn die Serie ist trotz Thrillerklischees wie tickender Zeitbombe und Co. spannend inszeniert und Red wird von James Spader (Boston Legal) herrlich gespielt“.
Stefan Kuzmany von Spiegel Online schrieb zur Free-TV-Premiere der Serie, die vor Ich bin ein Star – Holt mich hier raus! stattfand, „Mit ‚The Blacklist‘ können RTL-Zuschauer ohne große Anstrengung dem Dschungelcamp entgegendämmern. Sehenswert ist allein das doofe Gesicht der glücklosen FBI-Ermittler.“
Axel Schmitt von Serienjunkies.de führt aus, dass die Serie „gleichzeitig ein bisschen Homeland und ein bisschen 24 sein will“, sie aber von beiden nur „die unplausiblen, weniger erfreulichen Elemente“ aufgreife. Weiter schreibt er, dass „The Blacklist ein typisches Schema-F-Procedurals der großen Networks“ sei und man sich dementsprechend unterhalten fühlen kann. Von den Schauspielern fand er „bisher nur die Darstellung von James Spader erfreulich, der sich scheinbar vorgenommen hat, seinen Charakter selbst zu karikieren“.
Die Focus-Kolumnistin Beate Stroebel bezeichnet die Fernsehserie als „ein mehrbödiges Thrill-Konstrukt, Action vom Feinsten nach dem Vorbild von Homeland und 24“ und vertritt die Auffassung, dass „die Action […] amerikanische Qualitätsarbeit, der Plot routiniert angelegt und jeder einzelne Cliffhanger geschickt gewählt“ sei und „Herz und Hirn halten sich größtenteils die Waage, auch wenn mitunter ermüdend lange in die Augen geschaut und psychologisiert wird. Grundsätzlich aber eine gute Wahl für tiefe TV-Augenblicke ist James Spader, der uns bereits 1989, als er noch rote Haare hatte, zu Sex, Lügen und Video einlud.“